# Misty (serie de televisión)
Misty (en hangul, 미스티; romanización revisada, Miseuti; McCune-Reischauer, Misŭt'i) es una serie surcoreana de 2018 protagonizada por Kim Nam-joo y Ji Jin-hee. La serie marca el regreso de Kim Nam-joo a la pantalla chica después de seis años. Se transmitió los viernes y sábados por JTBC a las 23:00 ZHC del 2 de febrero al 24 de marzo de 2018.

## Sinopsis
Go Hye Ran (Kim Nam-joo) es una presentadora popular para un programa de noticias de horario estelar. Ella es una gran trabajadora. Un día, Go Hye Ran se convierte en la sospechosa de un caso de asesinato. Su marido es Kang Tae Wook (Ji Jin-hee), quien trabajó como fiscal en el pasado, pero ahora trabaja como defensor público. Su matrimonio también ha estado en las rocas. Kang Tae Wook decide defender a su esposa y se enamoran de nuevo.

## Elenco

### Personajes principales
- Kim Nam-joo como Go Hye-ran.[7]
- Ji Jin-hee como Kang Tae-wook.[8]

### Personajes secundarios
- Jeon Hye-jin como Seo Eun-joo.
- Im Tae Kyung como Ha Myung-woo,[9] un prisionero. 
  - Seo Ji-hoon como el joven Ha Myung-woo.
- Go Joon como Lee Jae-yeong / Kevin Lee.
- Jin Ki-joo como Han Ji-won.[10]
- Ahn Nae-sang como Kang Ki-joon, un detective.
- Lee Geung-young como Jang Gyu-seok, director de noticias de JBC.
- Lee Sung-wook como Oh Dae-woong.
- Koo Ja-sung como Kwak Gi-seok, un reportero junior.[11]
- Lee Ah-hyun como Lee Yun-jung.
- Lee Jun-hyeok como Jung Ki-chan, el asistente de Tae-wook.
- Kim Soo-jin como Yoon Song-yi, una reportera de la revista.

### Otros personajes
- Yang Dae-hyuk como un director de piso.

### Apariciones especiales
- Han Suk-joon
- Song Min-gyo
- Choo Ja-hyun[12]

## Producción
- La serie marca el debut en pantalla del actor musical Im Tae-kyung.[9][12]
- La primera lectura del guion se realizó en octubre de 2017 en el edificio de la JTBC en Sangam-dong.[13]
- El rodaje comenzó en Corea del Sur en octubre de 2017. El personal y los actores principales se fueron a Tailandia en noviembre para una filmación de una semana.[4][14]
- Misty fue calificada como +19 para los primeros 4 episodios por la Comisión de Comunicaciones de Corea debido a la violencia y el contenido sexual.[15] Sin embargo, la calificación se cambió a una calificación de +15 a partir del episodio 5.

## Audiencia
En la siguiente tabla, los números azules representan las calificaciones más bajas y los rojos las más altas. 
| Ep.      | Fecha de transmisión  | Título                            | Promedio de audiencia compartida | Promedio de audiencia compartida | Promedio de audiencia compartida |
| Ep.      | Fecha de transmisión  | Título                            | AGB Nielsen                      | AGB Nielsen                      | TNmS                             |
| Ep.      | Fecha de transmisión  | Título                            | A escala nacional                | Seúl                             | A escala nacional                |
| -------- | --------------------- | --------------------------------- | -------------------------------- | -------------------------------- | -------------------------------- |
| 1        | 2 de febrero de 2018  | Fractura ( 균열 )                 | 3.473 %                          | 3.513 %                          | 3.7 %                            |
| 2        | 3 de febrero de 2018  | Provocar ( 도발 )                 | 5.074 %                          | 5.599 %                          | 4.4 %                            |
| 3        | 9 de febrero de 2018  | Dualidad ( 이면 )                 | 3.885 %                          | 4.003 %                          | 3.2 %                            |
| 4        | 10 de febrero de 2018 | Pozo sin fondo ( 나락 )           | 4.789 %                          | 5.342 %                          | 4.1 %                            |
| 5        | 16 de febrero de 2018 | Escándalo ( 추문 )                | 5.390 %                          | 5.960 %                          | 4.7 %                            |
| 6        | 17 de febrero de 2018 | Variable ( 변수 )                 | 7.081 %                          | 7.832 %                          | 5,9 %                            |
| 7        | 23 de febrero de 2018 | Secreto ( 비밀 )                  | 5.965 %                          | 6.356 %                          | 6.5 %                            |
| 8        | 24 de febrero de 2018 | Condenar ( 단죄 )                 | 6.324 %                          | 7.141 %                          | 4.7 %                            |
| 9        | 2 de marzo de 2018    | Aislamiento ( 고립 )              | 6.908 %                          | 6.870 %                          | 6.0 %                            |
| 10       | 3 de marzo de 2018    | Amenaza ( 위협 )                  | 7.693 %                          | 8.465 %                          | 7.8 %                            |
| 11       | 9 de marzo de 2018    | Confesión ( 고백 )                | 6.658 %                          | 7.352 %                          | 5,6 %                            |
| 12       | 10 de marzo de 2018   | Nueva prueba ( 복심 )             | 6.868 %                          | 6.926 %                          | 7.0 %                            |
| 13       | 16 de marzo de 2018   | Perjurio ( 위증 )                 | 7.467 %                          | 7.821 %                          | 6.4 %                            |
| 14       | 17 de marzo de 2018   | Verdad (진실)                     | 8.058 %                          | 8.266 %                          | 7.4 %                            |
| 15       | 23 de marzo de 2018   | Esperando desesperadamente (무망) | 7.266 %                          | 7.713 %                          | 6.6 %                            |
| 16       | 24 de marzo de 2018   | Humo y niebla (연무)              | 8.452 %                          | 8.938 %                          | 7.9 %                            |
| Promedio | Promedio              | Promedio                          | 6.334 %                          | 6.756 %                          | 5.7 %                            |

## Premios y nominaciones
| Año  | Premio                             | Categoría                          | Nominado     | Resultado | Ref.          |
| ---- | ---------------------------------- | ---------------------------------- | ------------ | --------- | ------------- |
| 2018 | 54 Baeksang Arts Awards            | Mejor drama                        | Misty        | Nom       | [ 18 ] [ 19 ] |
| 2018 | 54 Baeksang Arts Awards            | Mejor director                     | Mo Wan-il    | Nom       | [ 18 ] [ 19 ] |
| 2018 | 54 Baeksang Arts Awards            | Mejor actriz                       | Kim Nam-joo  | Ganador   | [ 18 ] [ 19 ] |
| 2018 | 54 Baeksang Arts Awards            | Mejor actriz de soporte            | Jeon Hye-jin | Nom       | [ 18 ] [ 19 ] |
| 2018 | 6.º Premios estrella APAN          | Gran Premio (Daesang)              | Kim Nam-joo  | Nom       | [ 20 ]        |
| 2018 | 6.º Premios estrella APAN          | Mejor nueva actriz                 | Jin Ki-joo   | Nom       | [ 20 ]        |
| 2018 | 2.º Premios Seúl                   | Mejor actriz                       | Kim Nam-joo  | Ganador   | [ 21 ]        |
| 2019 | 23 Premios asiáticos de televisión | Mejor dirección (ficción)          | Mo Wan-il    | Nom       | [ 22 ]        |
| 2019 | 23 Premios asiáticos de televisión | Mejor actriz en un papel principal | Kim Nam-joo  | Ganador   | [ 22 ]        |